# Sokoleč
Sokoleč település Csehországban, a Nymburki járásban. Sokoleč Pňov-Předhradí, Vrbová Lhota, Poděbrady, Velim és Cerhenice településekkel határos. Lakosainak száma 1121 fő (2024. január 1.).

## Népesség
A település lakosságának változását az alábbi diagram mutatja:
| Lakosok száma | 576  | 848  | 929  | 931  | 860  | 908  | 948  | 1018 | 1088 | 1121 |
|               | 1869 | 1900 | 1921 | 1961 | 1980 | 2011 | 2016 | 2019 | 2021 | 2024 |